# Pueblo Ndyuka
El Pueblo Ndyuka, también conocido como Aukan o Okanisi, es un grupo étnico cimarrón que habita en el oriente del Surinam y habla la lengua Ndyuka. Se subdividen en Opu, que viven en Tapanahoni, aguas arriba del río Tapanahony en el distrito de Sipaliwini, en el sureste de Surinam, y los Bilo que viven aguas abajo de ese río en el distrito de Marowijne. Asimismo, cada Ndyuka forma parte de uno de los doce grupos de parentesco matrilineal llamados lo. Hay un decimotercer grupo, el del granman.
Las dos poblaciones más importantes son Moengo, el centro urbano más grande de Marowijne, y Diitabiki o Drietabbetje, que es la residencia del Granman (jefe supremo) . En las últimas décadas del siglo XX muchos ndyuka han trasladado su residencia desde sus poblados ancestrales en el interior, hacia la costa, especialmente a las cercanías de Paramaribo, la capital del país.

## Organización política
El jefe supremo es el Granman. Subordinados a él están los kabitens (capitanes) seguidos por los basiyas (concejales). El Stam lanti consiste en todos los kabitens y basiyas que se reúnen al menos una vez al año bajo la autoridad del granman y deciden la política para toda la tribu.
Una aldea tiene un lo lanti (concejo) integrado por los kabitens y basiyas de la aldea que son asesorados por un consejo de ancianos. Lo lanti actúa como gobierno local. En caso de decisiones importantes, toda la aldea participa (krutu) y se toma una decisión sobre la base del consenso.
El gobierno se basa en reglas y regulaciones no escritas llamadas gwenti que no son todopoderosas. Si no se puede llegar a una decisión, se convoca una lanti krutu (reunión general) compuesta por la élite de la aldea y los sacerdotes. La reunión está presidida por el granman que no se dirige directamente a la gente, sino siempre a través de una mamá que habla en su nombre. El granman tampoco puede dirigirse directamente. Todos los aldeanos pueden participar independientemente de su edad o sexo, sin embargo, los ancianos tienen el mayor peso.

## Historia
Los ndyuka son de ascendencia africana, secuestrados y transportados como carga por los holandeses a Surinam en los siglos XVII y XVIII para trabajar como esclavos en las plantaciones coloniales. Aquellos que pudieron huyeron a lo profundo de las selvas tropicales, donde establecieron comunidades cimarronas a lo largo de los ríos del sureste de Surinam y partes de la vecina Guayana Francesa, territorio donde su cultura adoptó elementos de las culturas nativas americanas, en especial de los Tiriyó. Es raro que las personas Ndyuka se casen fuera de su etnia, "por lo que permanecen genéticamente cercanas a sus antepasados africanos".
En 1757, tuvo lugar una gran revuelta de esclavos en seis plantaciones de madera cerca de Tempati Creek. Los esclavos fugitivos se unieron al grupo existente de cimarrones. El gobierno de Surinam y los colonos estaban preocupados por el creciente tamaño y fuerza de los cimarrones, por lo que el 30 de julio de 1759 se envió al Capitán Zobre para negociar. Zobre regresó con un acuerdo temporal de alto el fuego e información de que la tribu estaba formada por seis aldeas con una población estimada de 2.000 personas. La segunda expedición fue menos exitosa: los Ndyuka se decepcionaron con regalos como espejos y dijeron que preferían armas y municiones. También querían la presencia de los propietarios de las plantaciones de Jodensavanne en las negociaciones. El 10 de octubre de 1760, los Ndyuka firmaron un tratado con los colonizadores holandeses, reconociendo la autonomía territorial. El 10 de octubre sigue siendo un día celebrado entre algunos cimarrones de Surinam.

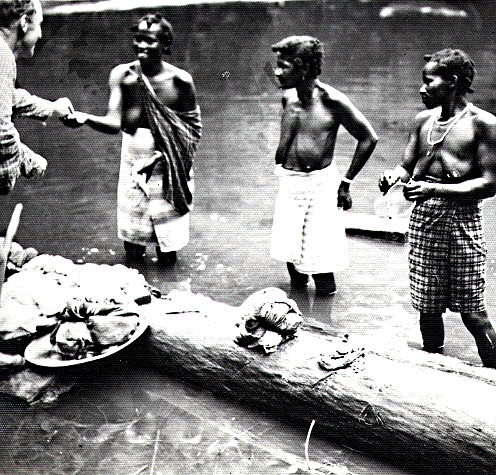
Fotografía de Mujeres Ndyuka lavando en el río

A partir de 1761, muchos Ndyuka se trasladaron gradualmente hacia el sur desde el distrito de Marowijne para protegerse de los colonos y comenzaron a construir campamentos en el río Tapanahoni. Los esclavos que habían huido recientemente de Armina y Boven Commewijne estaban apostados cerca de la confluencia de los ríos Tapanahoni y Lawa. En diciembre de 1791, Philip Stoelman fundó un puesto de avanzada militar en Stoelmanseiland, estableciendo así una frontera militarizada entre el territorio controlado por Ndyuka y la Colonia de Surinam. Tapanahony estaba fuera del alcance de los colonos blancos y no se exploró hasta principios del siglo XX.
A pesar de que Tapanahony estaba aislada y generalmente desatendida por el gobierno, no era completamente autosuficiente. Ambas partes fomentaron el comercio. Entre 1880 y 1930, los Ndyuka consiguieron controlar el comercio entre Albina, Surinam y Saint-Laurent-du-Maroni, Guayana Francesa en el norte, y el interior de Surinam y el sur de la Guayana Francesa en el sur. En 1921, fue realizada por los Ndyuka la gran huelga Maroon, que duró tres meses y tuvo graves consecuencias económicas, al perturbar gravemente la industria del caucho y del oro en ambos países.